# Port lotniczy Malaga
Port lotniczy Malaga-Costa del Sol – międzynarodowy port lotniczy położony 8 km na południowy zachód od centrum Malagi. Jest jednym z największych portów lotniczych Hiszpanii. W 2006 obsłużył 13 051 951 pasażerów.

## Linie lotnicze i połączenia
| Linia Lotnicza          | Kierunek |
| ----------------------- | --- |
| Aegean Airlines         | Sezonowo: 1. Ateny |
| Aer Lingus              | 1. Cork 2. Dublin |
| Air Arabia Maroc        | 1. Casablanca 2. Tanger |
| Air Cairo               | 1. Kair 2. Hurghada 3. Luksor |
| Air Europa              | 1. Madryt Sezonowo: 1. Palma de Mallorca 2. Teneryfa-Północ |
| Air France              | 1. Paryż-Charles de Gaulle |
| Air Serbia              | 1. Belgrad |
| Air Transat             | 1. Montreal |
| Air Baltic              | 1. Ryga 2. Tallinn 3. Tampere 4. Wilno |
| Austrian Airlines       | 1. Wiedeń |
| British Airways         | 1. Londyn-City 2. Londyn-Gatwick 3. Londyn-Heathrow |
| Brussels Airlines       | 1. Bruksela |
| Bulgaria Air            | 1. Sofia |
| Condor                  | Sezonowo: 1. Düsseldorf 2. Frankfurt 3. Hamburg 4. Monachium |
| Corendon Dutch Airlines | Sezonowo: 1. Amsterdam |
| EasyJet                 | 1. Amsterdam 2. Bazylea 3. Belfast 4. Berlin 5. Birmingham 6. Bristol 7. Genewa 8. Glasgow 9. Liverpool 10. Londyn-Gatwick 11. Londyn-Luton 12. Lyon 13. Manchester 14. Mediolan-Malpensa 15. Paryż-Charles de Gaulle Sezonowo: 1. Ateny 2. Leeds/Bradford 3. Londyn-Southend 4. Nantes 5. Newcastle 6. Nicea 7. Zurych |
| Etihad Airways          | Sezonowo: 1. Abu Zabi |
| Eurowings               | 1. Kolonia/Bonn 2. Düsseldorf 3. Hamburg 4. Hanower 5. Praga 6. Stuttgart Sezonowo: 1. Berlin 2. Dortmund |
| Finnair                 | 1. Helsinki |
| Gulf Air                | Sezonowo: 1. Bahrajn |
| Hélity                  | 1. Ceuta |
| HiSky                   | Sezonowo: 1. Bukareszt |
| Iberia                  | 1. Madryt 2. Melilla Sezonowo: 1. Casablanca 2. Madera 3. Ibiza 4. Lanzarote 5. La Palma 6. León 7. Menorka 8. Nador 9. Nicea 10. Palma de Mallorca 11. Tetuan 12. Walencja 13. Vigo |
| Icelandair              | Sezonowo: 1. Reykjavík-Keflavík (od 6 września 2025) |
| Israir Airlines         | 1. Tel Awiw |
| Jet2.com                | 1. Birmingham 2. East Midlands 3. Edynburg 4. Glasgow 5. Leeds/Bradford 6. Liverpool 7. Londyn-Stansted 8. Manchester 9. Newcastle Sezonowo: 1. Belfast 2. Bristol 3. Bournemouth (od 24 lipca 2026) |
| KLM                     | 1. Amsterdam |
| Kuwait Airways          | Sezonowo: 1. Kuwejt |
| LOT                     | 1. Warszawa-Chopin (od 15 stycznia 2026) |
| Lufthansa               | 1. Frankfurt 2. Monachium |
| Luxair                  | 1. Luksemburg |
| Marabu                  | Sezonowo: 1. Hamburg 2. Monachium |
| Norwegian Air Shuttle   | 1. Aalborg 2. Bergen 3. Kopenhaga 4. Helsinki 5. Oslo-Gardermoen 6. Stavanger 7. Sztokholm-Arlanda Sezonowo: 1. Haugesund 2. Sztokholm-Skavsta 3. Trondheim 4. Växjö |
| PLAY                    | Sezonowo: 1. Reykjavík-Keflavík |
| Qatar Airways           | Sezonowo: 1. Doha |
| Royal Air Maroc Express | 1. Casablanca |
| Ryanair                 | 1. Aarhus 2. Amsterdam 3. Barcelona 4. Paryż-Beauvais 5. Belfast-International 6. Mediolan-Bergamo 7. Berlin 8. Billund 9. Birmingham 10. Bolonia 11. Bordeaux 12. Bournemouth 13. Bristol 14. Bruksela 15. Bruksela-Charleroi 16. Budapeszt 17. Kolonia 18. Kopenhaga 19. Cork 20. Dublin 21. East Midlands 22. Edynburg 23. Eindhoven 24. Exeter 25. Fez 26. Glasgow 27. Glasgow-Prestwick 28. Göteborg 29. Gran Canaria 30. Hamburg 31. Ibiza 32. Karlsruhe/Baden-Baden 33. Kowno 34. Knock 35. Kraków 36. Lanzarote 37. Leeds/Bradford 38. Lizbona 39. Liverpool 40. Łódź 41. Londyn-Luton 42. Londyn-Stansted 43. Manchester 44. Marrakesz 45. Marsylia 46. Memmingen 47. Mediolan-Malpensa 48. Neapol 49. Newcastle 50. Newquay 51. Palma de Mallorca 52. Porto 53. Praga 54. Rabat 55. Ryga 56. Rzym-Fiumicino 57. Oslo-Torp 58. Santander 59. Santiago de Compostela 60. Shannon 61. Sofia 62. Sztokholm-Arlanda 63. Teneryfa-Południe 64. Tetuan 65. Treviso 66. Walencja 67. Wiedeń 68. Warszawa-Modlin 69. Weeze 70. Zagrzeb Sezonowo: 1. Aberdeen 2. Brema 3. Cardiff 4. Dortmund 5. Gdańsk 6. Frankfurt-Hahn 7. Menorka 8. Nador 9. Norymberga 10. Paderborn/Lippstadt 11. Piza 12. Sztokholm-Västerås 13. Tanger 14. Turyn 15. Vitoria 16. Wrocław |
| Saudia                  | Sezonowo: 1. Dżudda 2. Rijad |
| SAS                     | 1. Kopenhaga 2. Göteborg 3. Oslo-Gardermoen 4. Sztokholm-Arlanda Sezonowo: 1. Bergen (wznowione 27 czerwca) |
| Smartwings              | 1. Praga |
| SWISS                   | 1. Genewa 2. Zurych |
| TAP Portugal            | 1. Lizbona |
| Transavia               | 1. Amsterdam 2. Eindhoven 3. Paryż-Orly 4. Rotterdam Sezonowo: 1. Lyon 2. Nantes |
| TUI Airways             | 1. Birmingham 2. Cardiff 3. East Midlands 4. Londyn-Gatwick 5. Manchester Sezonowo: 1. Bristol 2. Glasgow 3. Newcastle |
| TUI fly Belgium         | 1. Antwerpia 2. Bruksela 3. Liège 4. Ostenda-Brugia |
| Turkish Airlines        | 1. Stambuł |
| United Airlines         | Sezonowo: 1. Newark |
| Volotea                 | Sezonowo: 1. Asturia 2. Bilbao 3. Bordeaux 4. Genua 5. Lille 6. Lyon 7. Menorka 8. Nantes 9. Nicea 10. Palermo 11. San Sebastián 12. Strasburg 13. Tuluza |
| Vueling                 | 1. Amsterdam 2. Asturia 3. Barcelona 4. Bilbao 5. Bruksela 6. Cardiff 7. Gran Canaria 8. Lanzarote 9. Londyn-Gatwick 10. Marrakesz 11. Marsylia 12. Palma de Mallorca 13. Paryż-Orly 14. Rzym-Fiumicino 15. Santiago de Compostela 16. Teneryfa-Północ 17. Zurych Sezonowo: 1. Billund 2. Kopenhaga 3. Fuerteventura 4. Ibiza 5. Lyon 6. Monachium 7. Nantes |
| Wizz Air                | 1. Budapeszt 2. Bukareszt 3. Kluż-Napoka 4. Gdańsk 5. Kraków 6. Londyn-Gatwick 7. Rzym-Fiumicino 8. Sofia 9. Wilno 10. Wrocław Sezonowo: 1. Katowice 2. Warszawa-Chopin |